# Temnosira saltuum
Temnosira saltuum is een vliegensoort uit de familie Pallopteridae. De wetenschappelijke naam is gepubliceerd in 1758 door Carl Linnaeus in de tiende editie van Systema naturae.